# 압하지야 축구 연맹
압하지야 축구 연맹(러시아어: Федерация футбола Абхазии)은 압하지야의 축구를 관리하는 기관이다.